# Cottin & Desgouttes
Pour les articles homonymes, voir Cottin.
Cottin & Desgouttes était un constructeur automobile français dont l'activité eut lieu de 1904 à 1933.

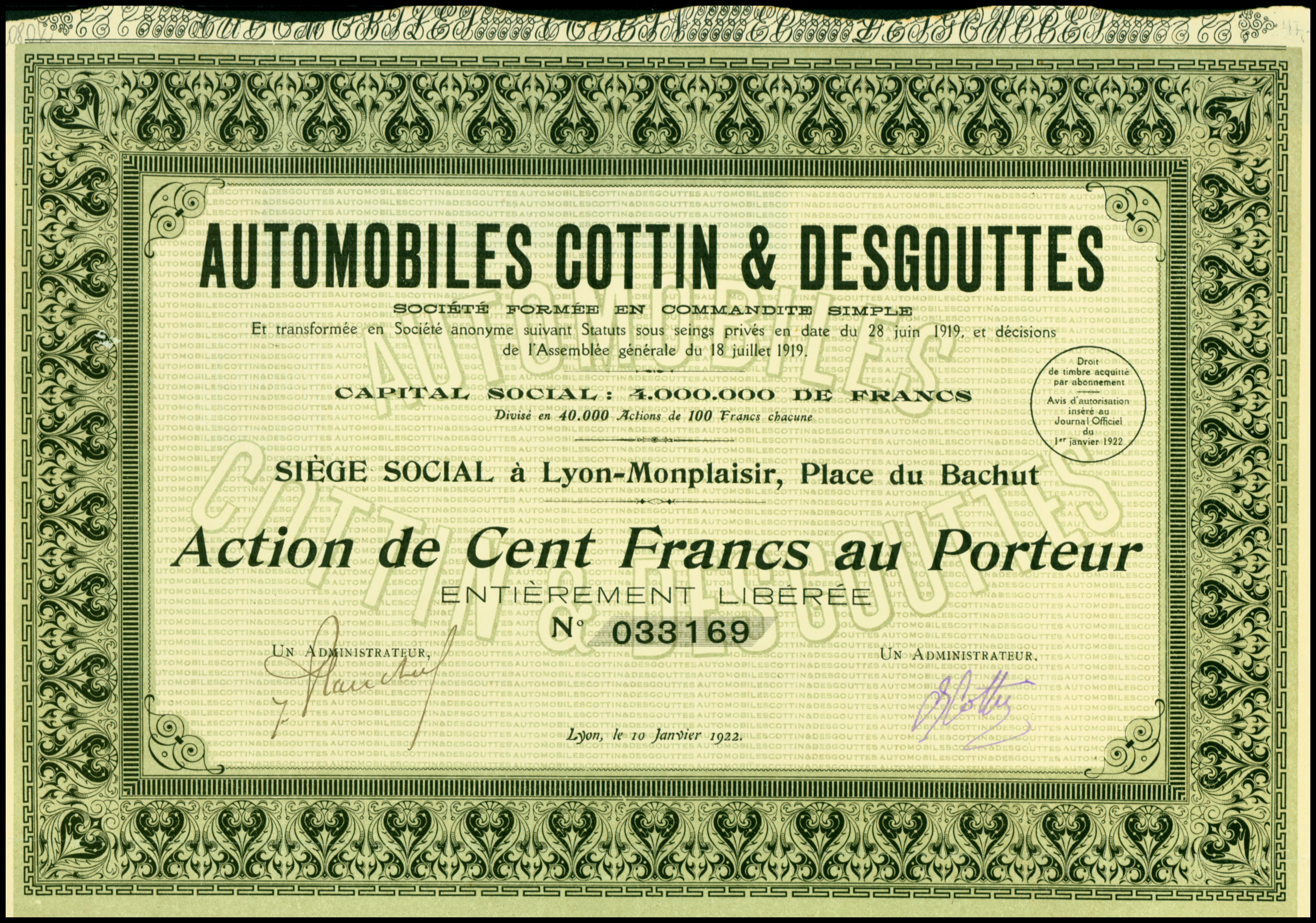
Action des Automobiles Cottin & Desgouttes, en date du 10 janvier 1922.

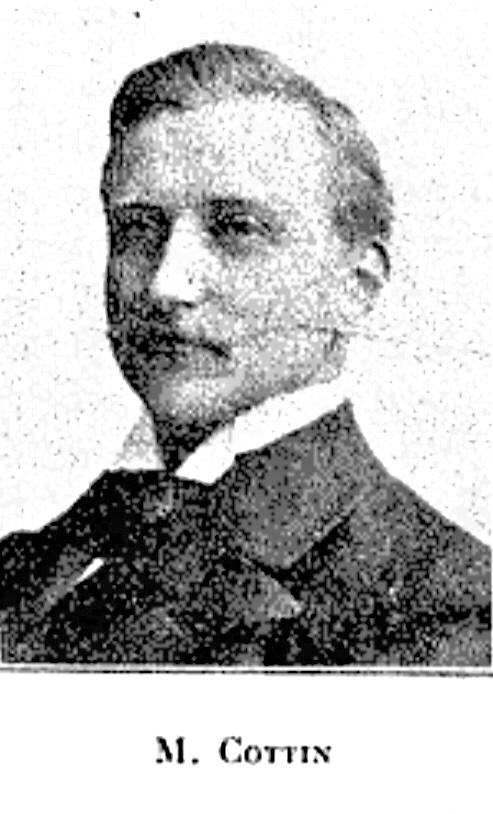
C. Cottin.

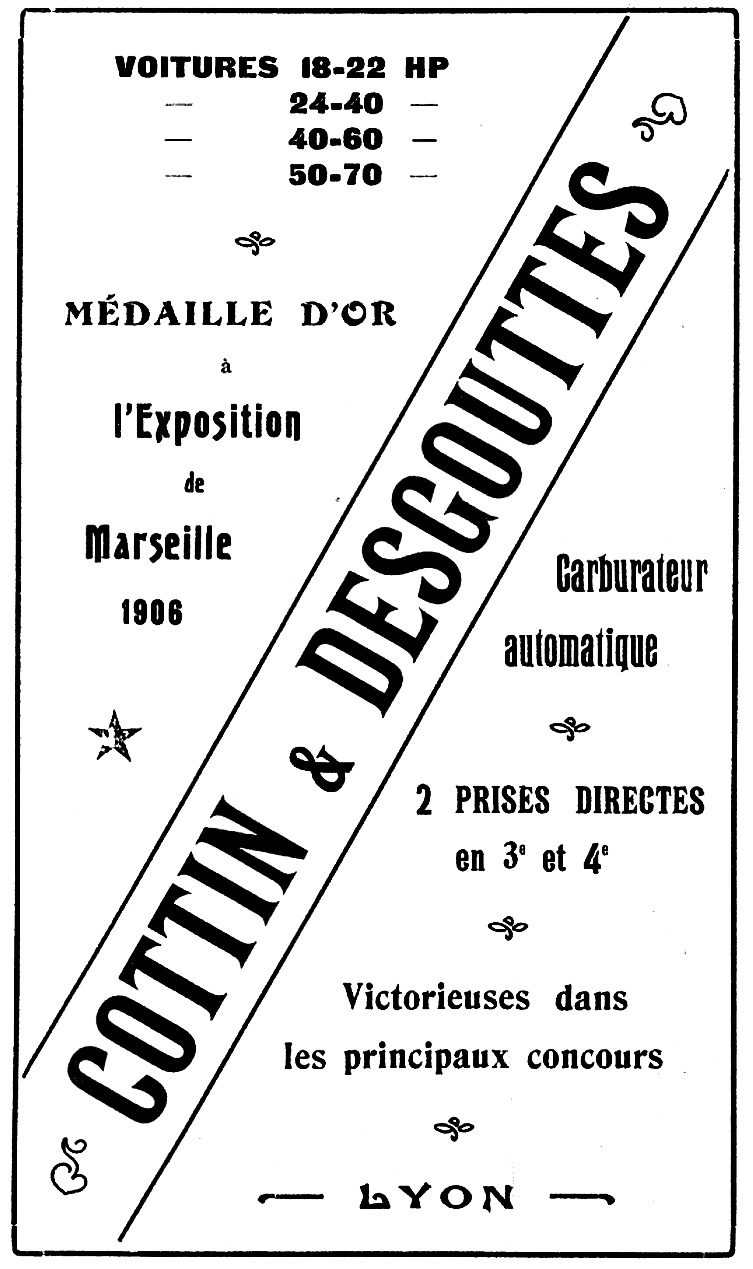
Cottin & Desgouttes (1907).

## Histoire

### Les débuts
En 1904, Pierre Desgoutte fonde la fabrique de voitures Desgouttes et Cie, place du Bachut à Lyon. La production de l'entreprise débute par le  modèle Type A, une six-cylindres de 9 500 cm3 et 45 CV. Deux exemplaires seulement sont construits.
En décembre 1905, un châssis de 24/40 CV à moteur quatre-cylindres est exposé au Salon de Paris. Il présente de nombreuses innovations, et le succès est considérable. Début 1906, Pierre Desgoutte s'associe au riche industriel Cyrille Cottin pour créer la société Automobiles Cottin et Desgouttes. Pierre Desgoutte assure la direction technique de l'entreprise, Cyrille Cottin la direction commerciale.

### L'avant-guerre
La firme s'oriente progressivement vers les modèles de luxe et de sport.
De 1906 à 1914, une grande partie de la production est consacrée aux quatre-cylindres. En 1907, la société fabrique un quatre cylindres de 2 413 cm3 comme 12/14 HP, avec un alésage de 80 mm et une course de 120 mm, qui est si bien accueillie par le public qu'elle sera produite pendant plus de quatre ans sans subir de modifications importantes. En 1907, un moteur quatre cylindres de 18/22 HP de 3 770 cm3 avec un alésage de 100 mm et une course de 120 mm était encore produit. De plus, un moteur quatre cylindres de 24/40 CV de 6 333 cm3 avec un alésage de 120 mm et une course de 140 mm a été produit. De plus, un moteur quatre cylindres de 50/70 CV de 9 896 cm3 avec un alésage de 150 mm et une course de 140 mm a été produit .
Les années passent et avec une progression toujours régulière, les usines se développent. En 1913, Cottin & Desgouttes peut se targuer d'avoir sorti avec un personnel au complet de 300 personnes près de 450 voitures, ce qui est à l'époque un record puisqu'on comptait, normalement, une voiture sortie dans l'année par personne employée.
Connu pour l'extrême qualité de sa production, Cottin & Desgouttes l'est aussi pour l'intérêt qu'elle porte aux techniques d'avant-garde ; ainsi, elle compte parmi les premières à adopter le moteur monobloc, la boîte de vitesses à prise directe et la transmission par cardans.

### Les compétitions
Le renom de Cottin & Desgouttes provient également de la participation à de nombreuses compétitions.
Dès le mois de mai 1906, une voiture Cottin & Desgouttes, pilotée par Auguste Fraignac, ingénieur, prend la première place de sa catégorie à la course de côte de Limonest. Georges Deydier remporte la même épreuve en 1907, 1911 et 1912, toujours sur Cottin & Desgouttes.
Encouragés par les bons résultats, la marque décide de participer à des épreuves de plus en plus importantes, depuis la Coupe de la presse en 1907 (au cours de laquelle la voiture réalise la plus basse consommation de carburant) jusqu'au Grand Prix de France en 1911, sur le circuit du Mans (où le modèle, construit pour la circonstance, doit abandonner à la suite d'une rupture de direction après avoir réalisé le record du tour).

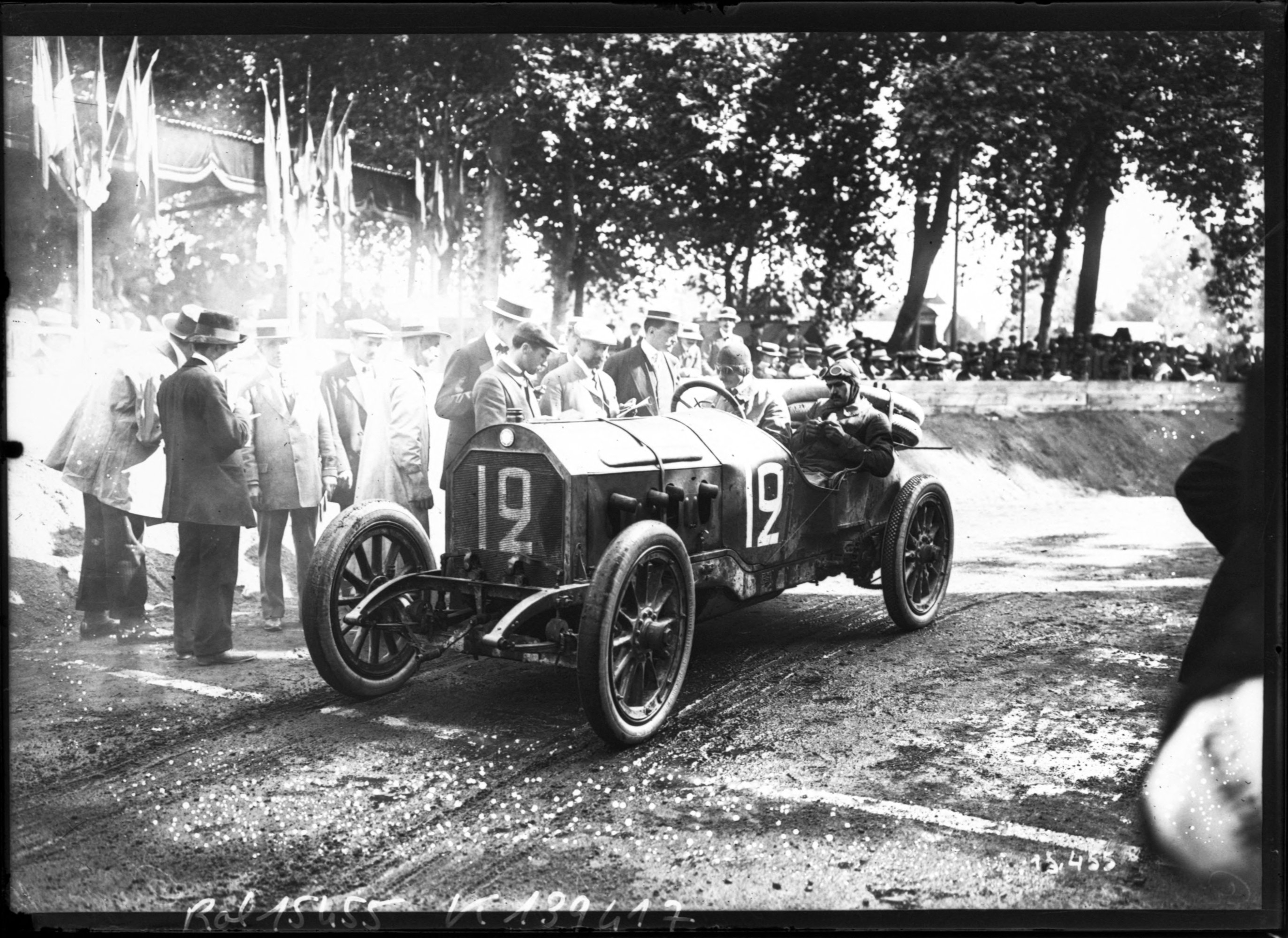
Georges Deydier sur la Cottin-Desgouttes en 1911, au GP de l'ACO.

Cyrille Cottin, grand sportif, s'attache d'ailleurs lui-même à imposer la marque et paie de sa personne dans maintes courses de côte, maints rallyes et autres manifestations sportives.
De 1907 à 1914, la marque remporte un total -en classements absolus- de 23 courses de côte:
- 1907 (5): Limonest, Montjeu, Val-Suzon, Plâtrières (C. Cottin) et La Cède ;
- 1908 (5): Limonest, Bormes-les-Mimosas, Saint-Étienne, Gex - Col de la Faucille et Oran ;
- 1909 (2): Lyon et Töss-Breite (Nürensdorf, près de Zürich) ;
- 1910 (4): Le Camp, La Coupe Peugeot, Töss-Breite et Rheineck-Walzenhausen-Lachen ;
- 1911 (4): Limonest, Jöss-Nurensdorf, Val-Suzon et Mont Ventoux ;
- 1912: Limonest ;
- 1913: Salève-Genève ;
- 1914: Ceyreste.

### La guerre
Au début de la Première Guerre mondiale, la marque produit une série de véhicules utilitaires rapides et livre aux services de l'état-major plusieurs grosses torpédos de 36 CV. La résistance des camionnettes en service aux Armées est proverbiale.
Cottin & Desgouttes fait encore pendant la guerre des moteurs spéciaux pour locotracteurs. En 1915, l'usine Cottin-Desgouttes de Lyon produit des moteurs d'aviation Gnome et Rhône.

### L'après-guerre
À la fin du conflit, Cottin & Desgouttes se trouve à la tête d'usines bien équipées et dans une situation financière suffisamment bonne pour se lancer à nouveau sur le marché des voitures de luxe. Le personnel, entraîné à produire une mécanique soignée, passe facilement des fabrications de guerre à celles des voitures de tourisme et la construction des camionnettes est poursuivie.

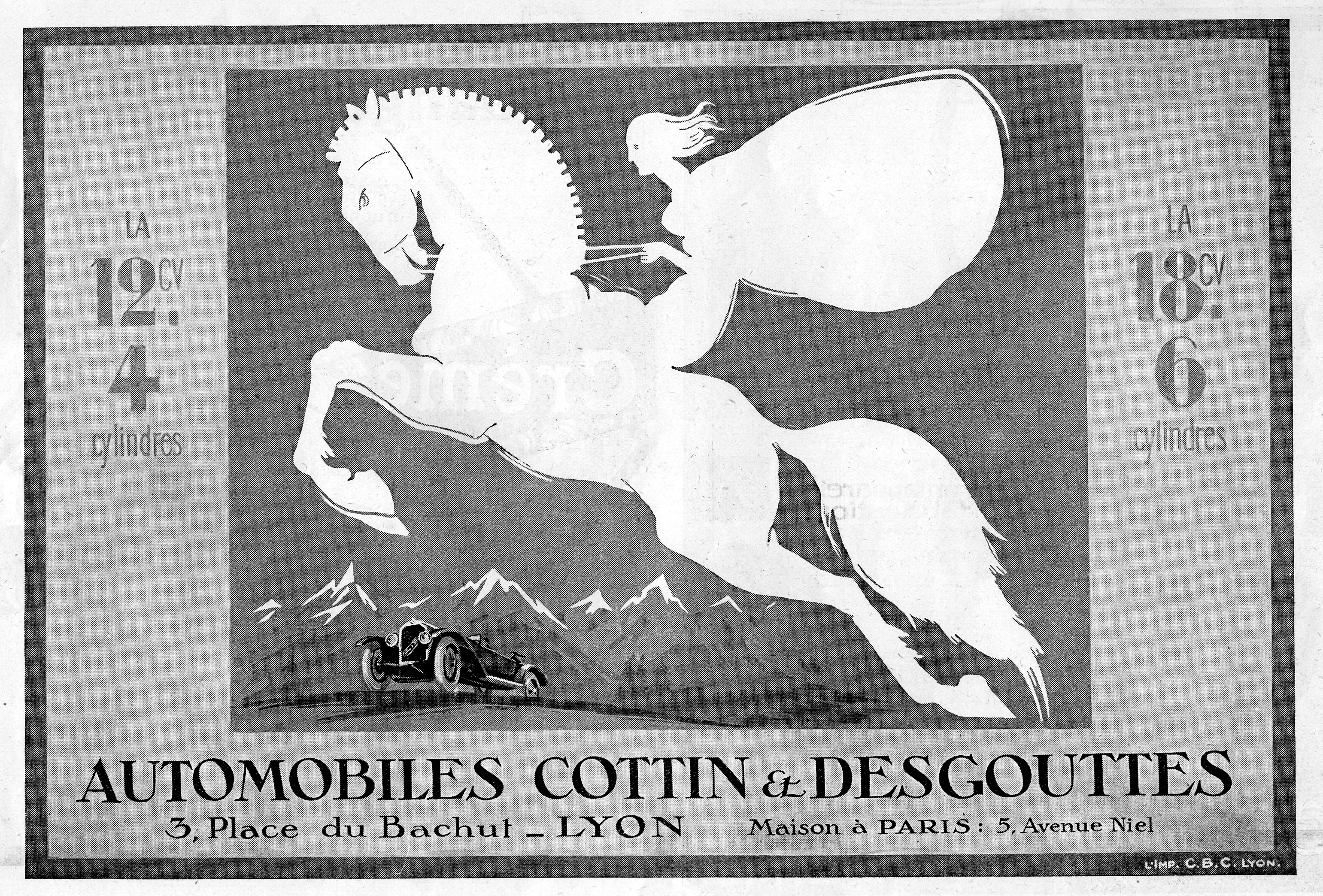
Réclame de 1923 (L'Illustration).

En plus des gros modèles construits juste après la guerre, la firme sort, en 1922, une voiture plus petite, tout à fait nouvelle et d'un prix assez modique, la type M.
À l'époque où est présentée cette voiture, Pierre Desgoutte démissionne de l'entreprise. Paul Joseph, choisi par Cottin pour le remplacer, est chargé de réaliser, à partir du type M, une voiture plus puissante et plus rapide destinée à la compétition. Une voiture de ce type remporta le Grand Prix du Tourisme de l'Automobile Club de France, ce qui est à l'origine de la sortie d'un modèle dénommé Grand Prix.
Cottin & Desgouttes effectue à cette époque les premières études de profil aérodynamique ; elles sont utilisées pour les modèles de 1925, et notamment pour la torpédo-bateau à quatre places, avec son arrière effilé.

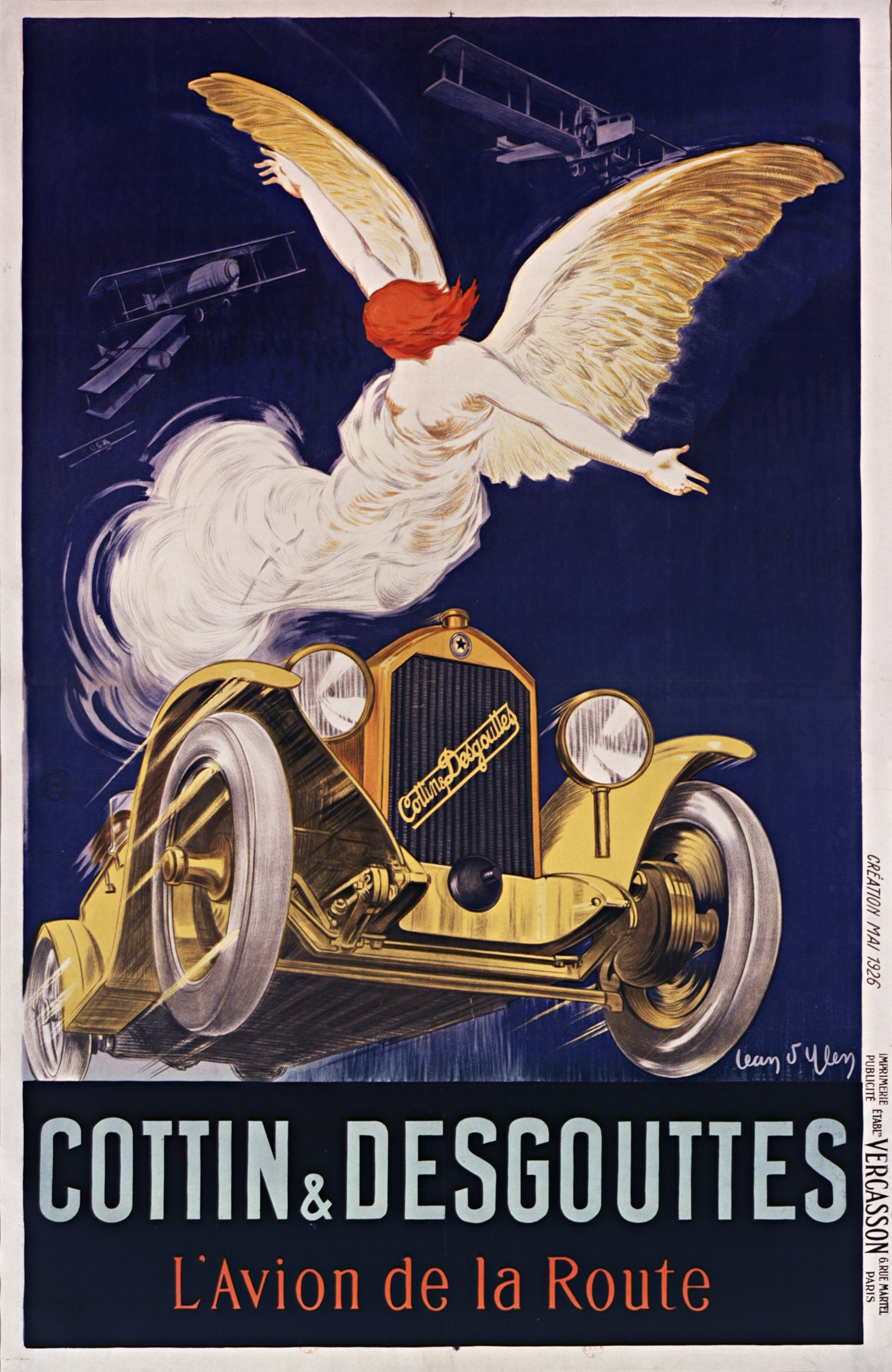
Publicité de 1926.

En 1925, la marque présente la « Sans-Secousse », pourvue d'amortisseurs à palettes de type Houdaille et de quatre roues indépendantes. À l'avant, la suspension est assurée par un ressort à lames transversal et par deux barres de guidage verticales supportant les amortisseurs hydrauliques ; à l'arrière, elle est réalisée par des demi-arbres oscillants à double joint de cardan et est assurée par deux ressorts à lames transversaux superposés.
À la présentation de la voiture au Salon de Paris, Gaston Doumergue, alors Président de la République, félicite le constructeur automobile lyonnais pour son invention historique, qui doit promouvoir l’industrie automobile de la patrie. Cottin aurait répondu que l'État y avait largement contribué - par le mauvais état des routes. La Sans-Secousse connut un grand succès à l'étranger.
En 1930, le premier rallye saharien de voitures de tourisme, dit Rallye Alger-Le Cap, est remporté par quatre voitures « Sans-Secousse » qui font la preuve d'une belle endurance. Il s'agit de roadsters de sport à moteur de 14 CV, dépouillés des ailes et accessoires inutiles, avec un rapport poids-puissance élevé et une suspension indépendante à l'avant et à quatre ressorts transversaux à l'arrière, avec un pont type de Dion ; elles assurent, même sur des pistes médiocres, une vitesse élevée.

### Le déclin
Malgré ces succès, l'entreprise est une victime de la crise économique dès le début des années 30. L’usine se traîne. Une « Sans-Secousse » est vendue trop cher car elle coûte deux fois le prix d'une Citroën 6 cylindres.
La dernière voiture construite par Cottin & Desgouttes est de facture beaucoup plus conventionnelle ; elle reçoit un six-cylindres latéral de 3 813 cm3.
La production cesse en 1931. En 1933, les dernières voitures sous la marque Cottin & Desgouttes, assemblées avec des éléments du stock, sont vendues.

## Galerie

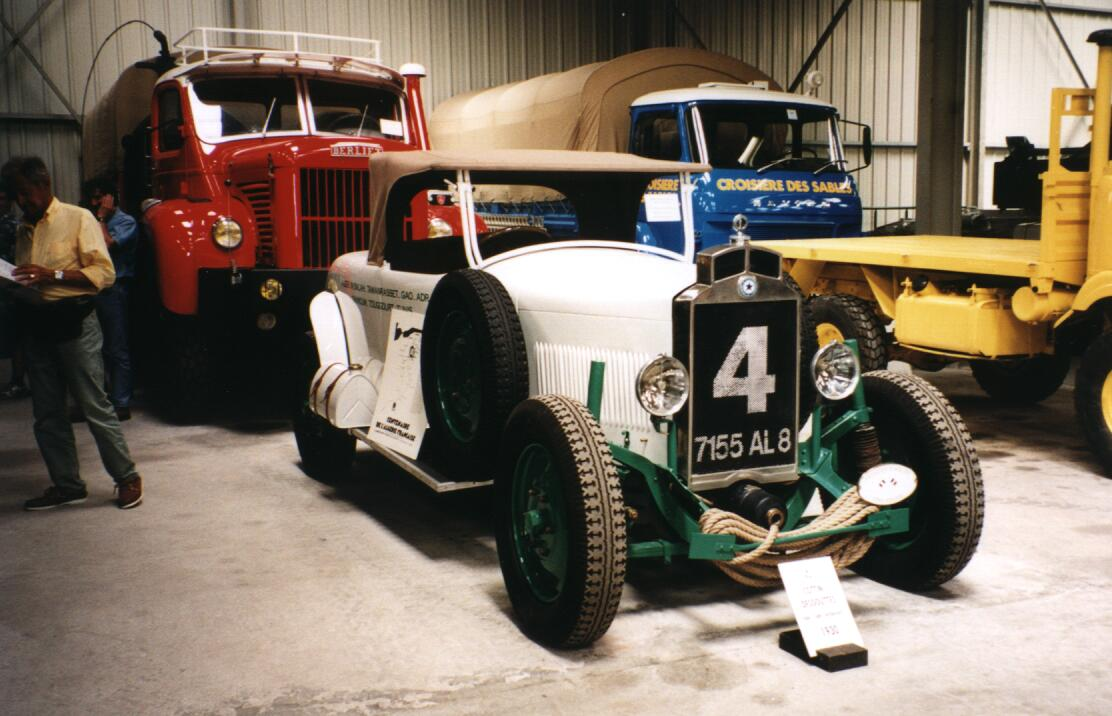
Cottin & Desgouttes Sahara (restaurée par la Fondation Berliet).
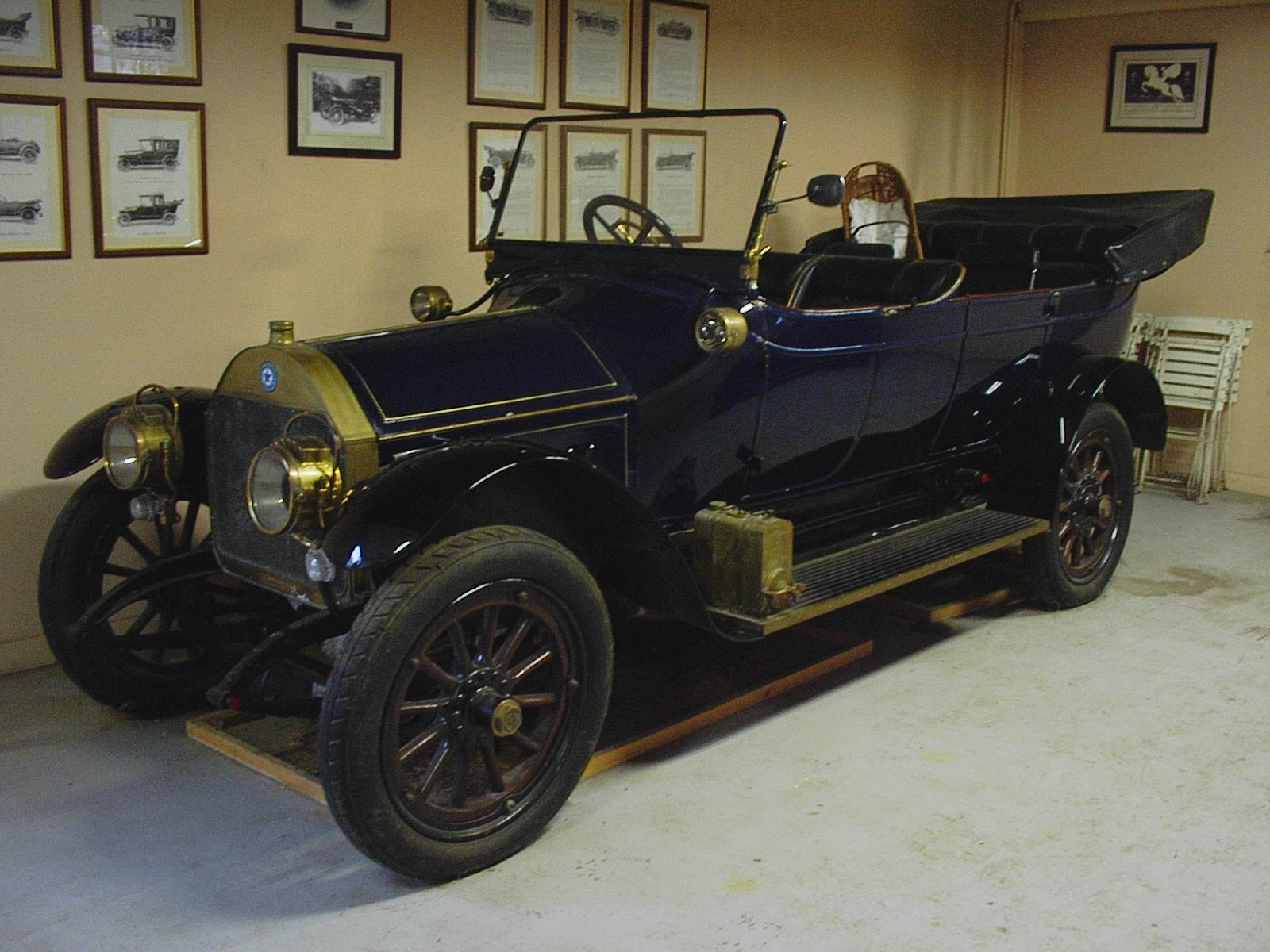
Une Cottin & Desgouttes.
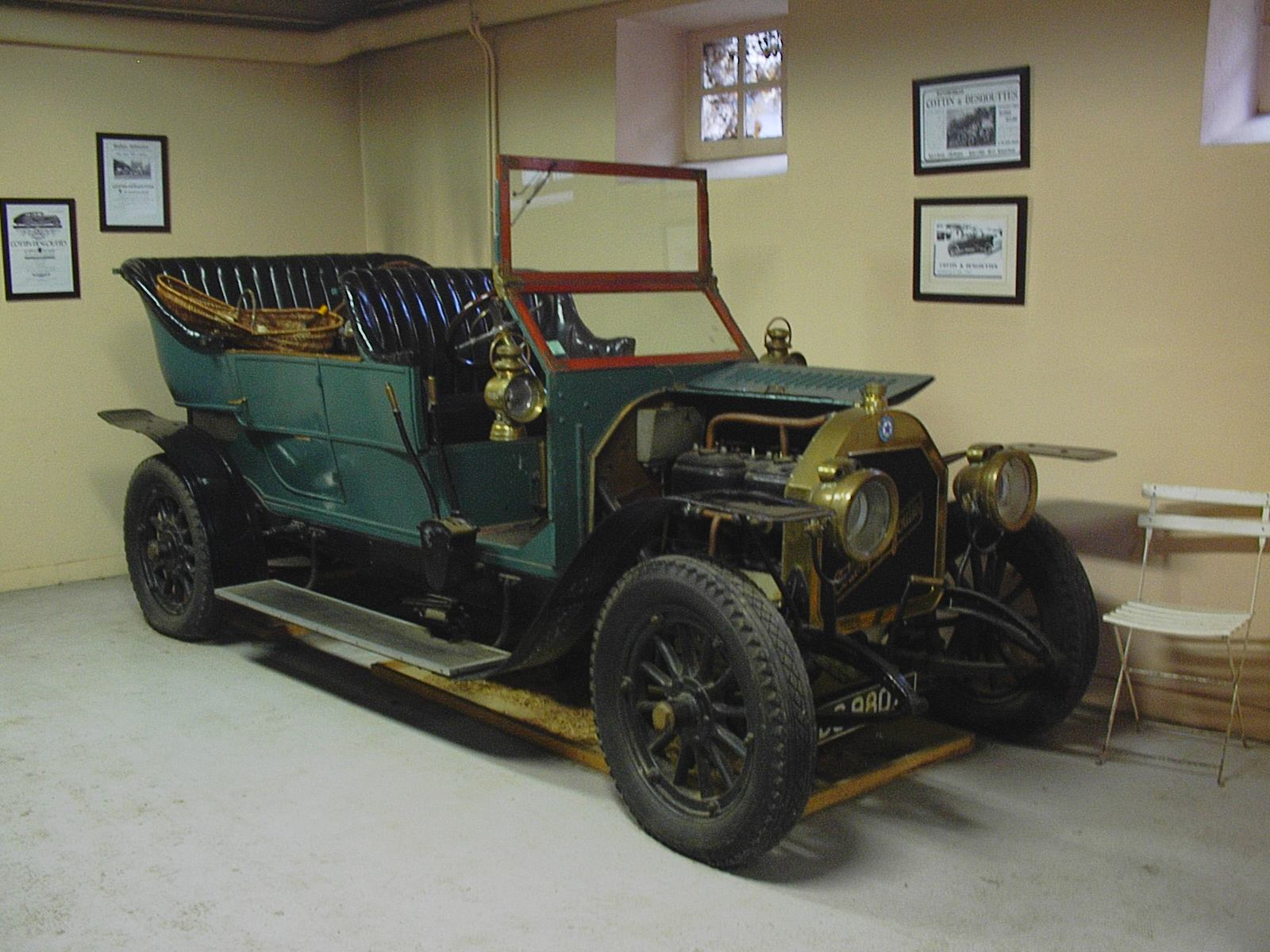
Une autre Cottin & Desgouttes.
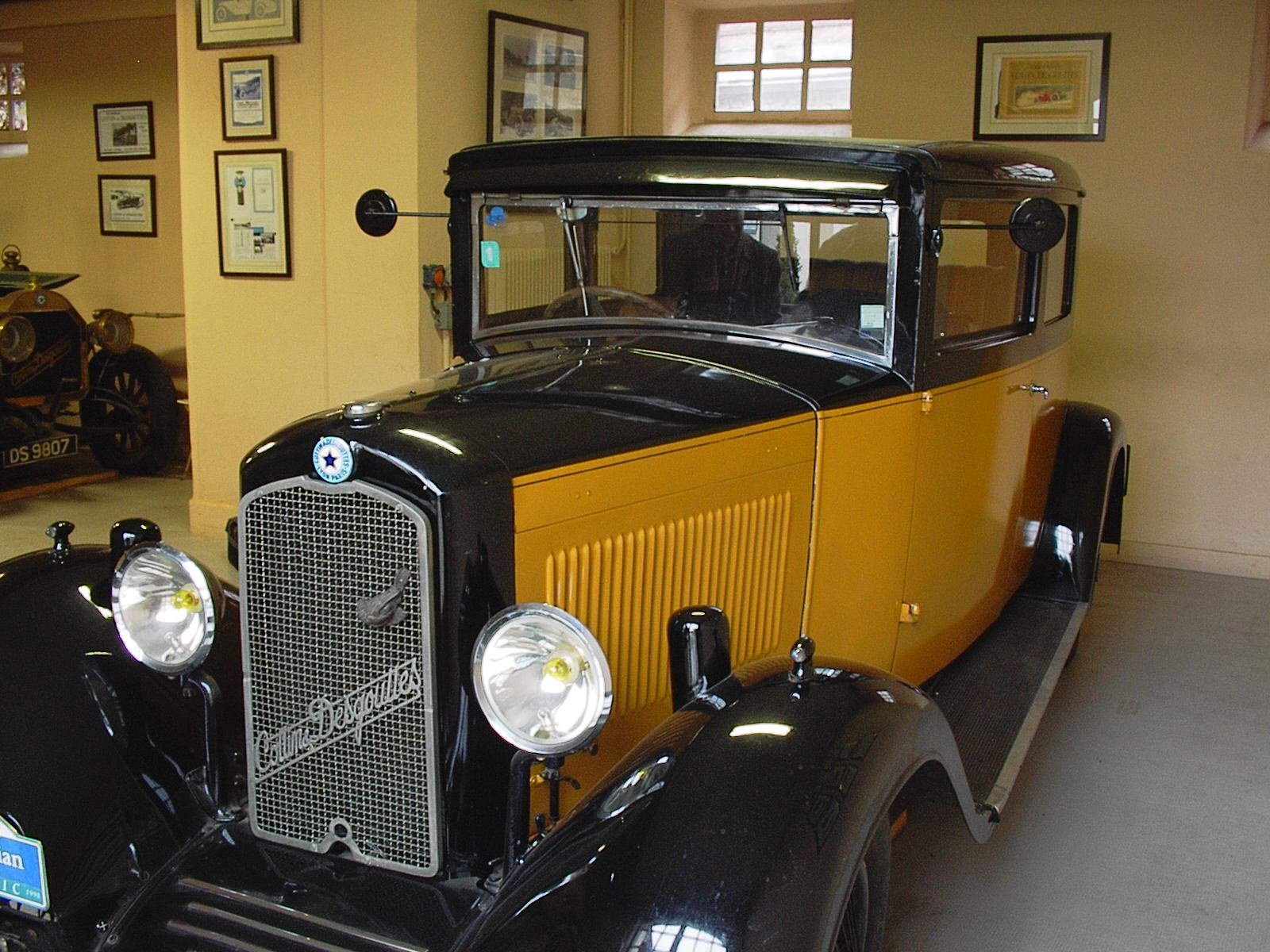
Une Cottin & Desgouttes « Sans-Secousses ».
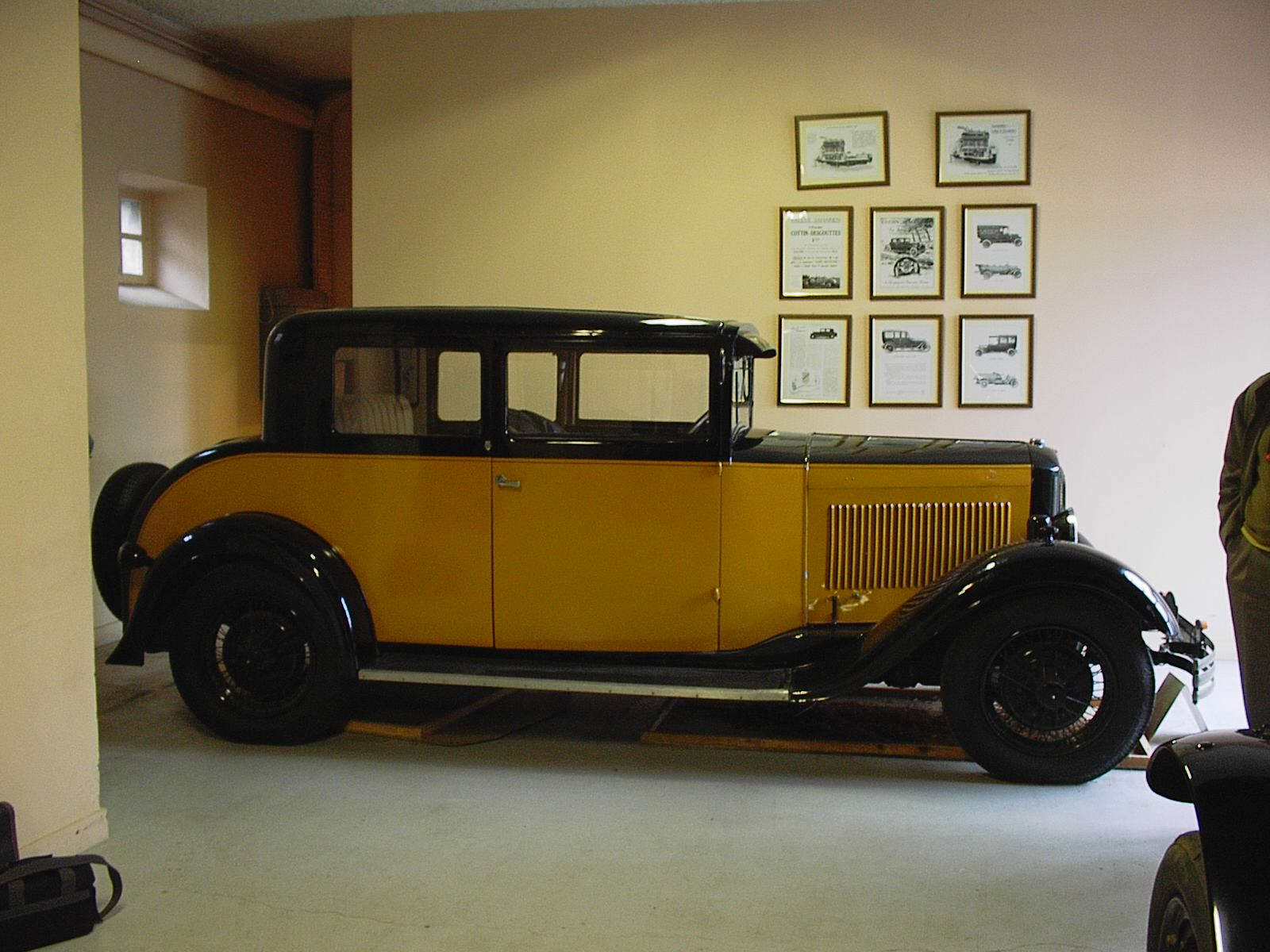
Autre vue de la « Sans-Secousses ».